# Makkabæerbøgerne
Makkabæerbøgerne, som er opkaldt efter Judas Makkabæeren, er den samlede betegnelse for de forskellige skrifter om den jødiske historie i de sidste to århundreder før Kristus eller relaterede emner.
Første og Anden Makkabæerbog hører til de gammeltestamentlige apokryfer;
- Første Makkabæerbog er skrevet på hebraisk og har overlevet i en græsk oversættelse. Den fortæller historien om makkabæerene fra 175 f.Kr. til 134 f.Kr..
- Anden Makkabæerbog, en græsk forkortelse af en tidligere historie på hebraisk, der vedrører historien af makkabæerene, med fokus på Judas Makkabæeren omfatter perioden fra ca. 180 f.Kr. til 161 f.Kr..

Tredie og Fjerde Makkabæerbog hører til de gammeltestamentlige pseudepigrafer;
- Tredie Makkabæerbog en græsk bog om 3. århundrede f.Kr. forfølgelse af jøderne i Egypten.[1]
- Fjerde Makkabæerbog er en filosofisk rosende prædiken om de makkabæiske martyrer.[1]

Der er yderlig fire bøger;
- Femte Makkabæerbog er en historie på arabisk fra 186 f.Kr. til 6 f.Kr.. Den samme titel bliver brugt til en syrisk version af 6. bog af Josefus Den jødiske krig.[1][2]
- Sjette Makkabæerbog et syrisk digt, som muligvis delte en tabt kilde med Fjerde Makkabæerbog.[2]
- Syvende Makkabæerbog et syrisk arbejde med fokus på taler af de makkabæiske martyrer og deres mor.[2]
- Ottende Makkabæerbog er en kort redegørelse om oprøret der trækker på Seleukidiske kilder, konserveret i krøniken af Johannes Malalas[2][3]

De tre bøger af Meqabyan fra Etiopien er ens i navn, men helt anderledes i indhold.